# Сату Мекеле Нумела
Сату Мекеле-Нумела (фин. Satu Mäkelä-Nummela; Ориматила, 26. октобар 1970) је финска спортисткиња и олимпијска рекордерка у стрељаштву у дисциплини трап. Тренер јој је Мати Нумела.
Мекеле-Нумела је већ током 1990-их била успешан стрелац. На Светском првенству у гађању глинених голубова 1995. у Никозији је освојила бронзану медаљу. После тога је направила дужу паузу и вратила се 2002. после рођења другог детета и поново се изборила за место у репрезентацији. Године 2006. освојила је Светски куп у Зулу, што јој је отворило пут за Олимпијске игре 2008. у Пекингу. Тамо је у својој дисциплини трап освојила златну медаљу поставивши и олимпијски рекорд. На Олимпијским играма у Лондону 2012, није успела одбранити титуло олимпијског победника. Била је седма.
Мекеле-Нумела ради у кафићу. Удата је за свог тренера Мати Нумела, који је раније три пута учествовао на олимпијским играма, и има двоје деце.